# Shiriya
Shiriya (del malayalam: ഷിറിയ) es una ciudad censal situada en el distrito de Kasaragod en el estado de Kerala (India). Se encuentra a 6 km de Kasaragod y a 50 km de Mangalore.

## Demografía
Según el censo de 2011 la población de Shiriya era de 5277 habitantes, de los cuales 2403 eran hombres y 2874 eran mujeres. Shiriya tiene una tasa media de alfabetización del 86,70%, inferior a la media estatal del 94%: la alfabetización masculina es del 93.20% y la alfabetización femenina del 81.35%.